# Bouvaincourt-sur-Bresle
Pour les articles homonymes, voir Bresle (homonymie).
Bouvaincourt-sur-Bresle est un village situé dans le département de la Somme, dans la région des Hauts-de-France.

## Géographie

### Localisation
Bouvaincourt-sur-Bresle est un village picard du Vimeu limitrophe de la Seine-Maritime.
À vol d'oiseau, la localité est située à 5 km à l'est d'Eu-le-Tréport, 7 km au nord-ouest de Gamaches, 8 km au sud-ouest de Friville-Escarbotin, 8 km au sud-est de Mers-les-Bains, 9 km au sud-ouest de Feuquières-en-Vimeu, 26 km au sud-ouest d'Abbeville, 32 km au nord-est de Dieppe et à 60 km au nord-ouest d'Amiens.
Le territoire de la commune est limitrophe de ceux de sept communes.
Les communes limitrophes sont  Beauchamps, Dargnies, Incheville, Méneslies, Oust-Marest, Ponts-et-Marais et Yzengremer.

### Hydrographie

#### Réseau hydrographique
La commune est située dans le bassin Seine-Normandie. Elle est drainée par la Bresle, le canal 01 de la commune de Bouvaincourt-sur-Bresle, le canal 02 de la commune de Bouvaincourt-sur-Bresle, le cours d'eau 01 de Marest et divers bras de la Bresle,,.
La Bresle est un fleuve côtier d'une longueur de 68 km, qui prend sa source dans la commune de Abancourt, à 180 mètres d'altitude, et se jette  dans la Manche au Tréport, après avoir traversé 30 communes.
Plusieurs étangs, constitués par d'anciennes gravières, jouxtent le lit du cours d'eau.
L'ensemble est apprécié des pêcheurs, dont l'association locale compte en 2022 plus de 400 adhérents.

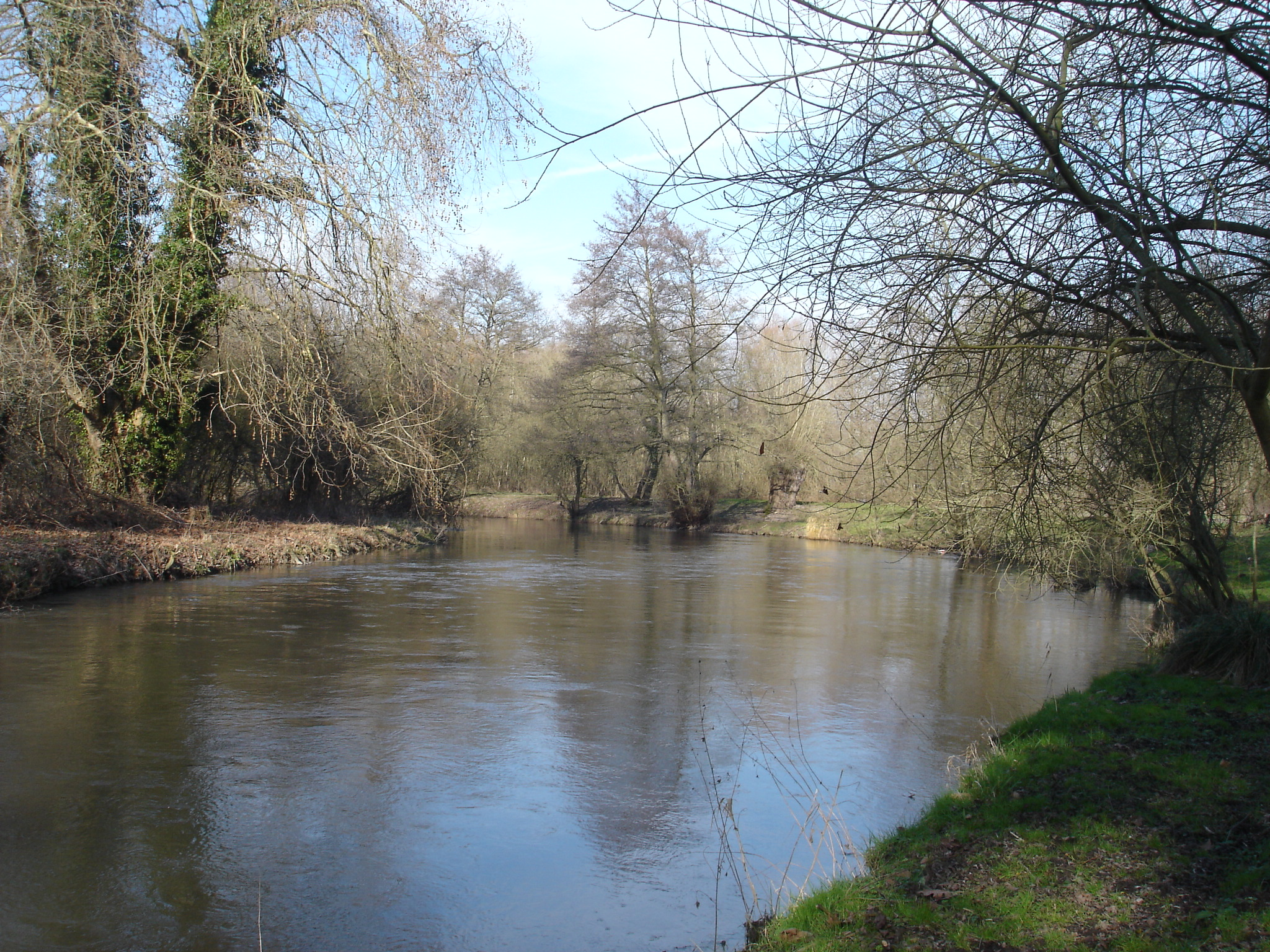
La Bresle.
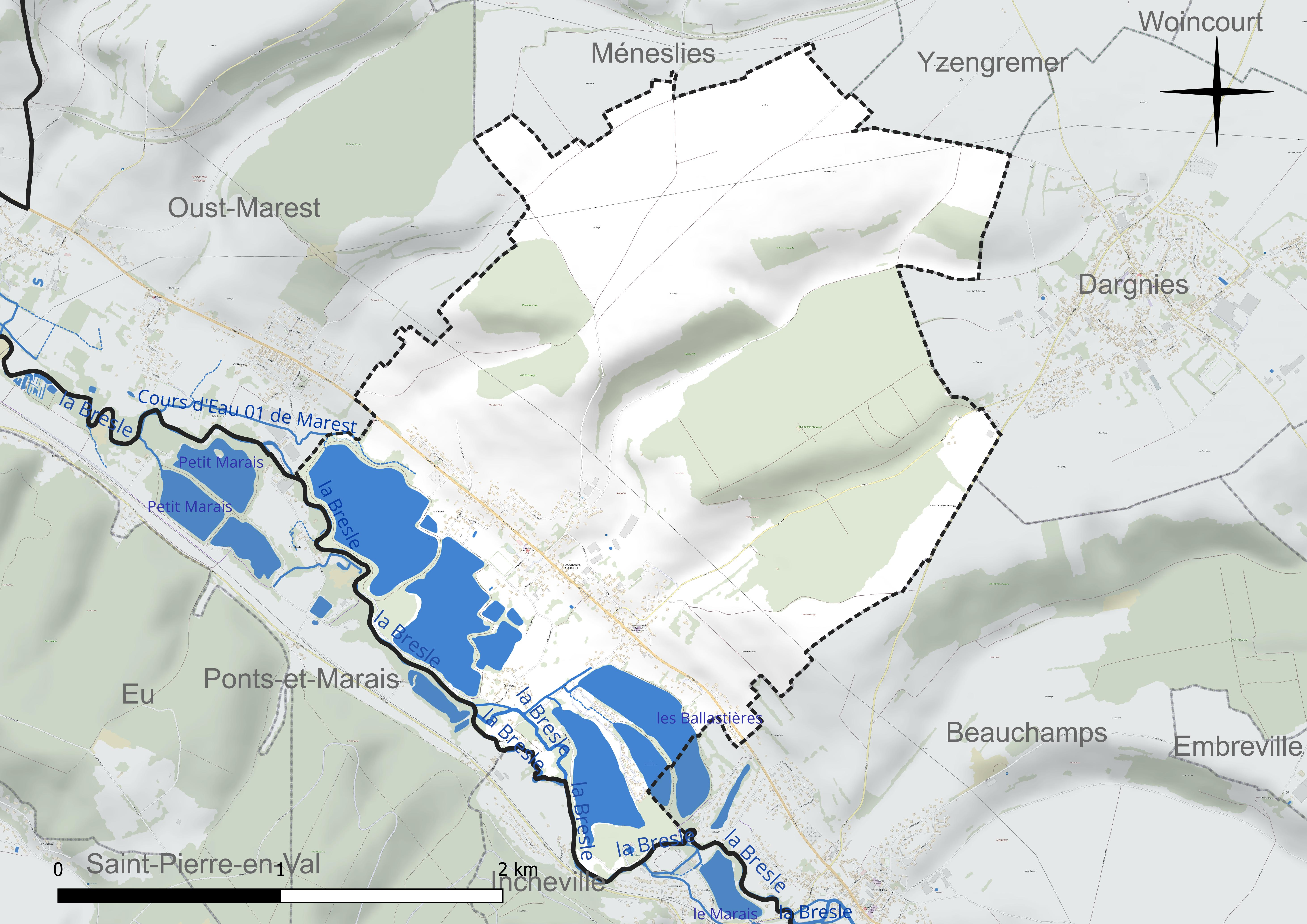
Réseau hydrographique de Bouvaincourt-sur-Bresle.

Un plan d'eau complète le réseau hydrographique : les ballastières, d'une superficie totale de 13,6 ha (9,7 ha sur la commune),.

#### Gestion et qualité des eaux
Le territoire communal est couvert par le schéma d'aménagement et de gestion des eaux (SAGE) « Vallée de la Bresle ». Ce document de planification concerne un territoire de 748 km2 de superficie, délimité par le bassin versant de la Bresle. Le périmètre a été arrêté le 7 avril 2003 et le SAGE proprement dit a été approuvé le 18 août 2016. La structure porteuse de l'élaboration et de la mise en œuvre est le syndicat mixte d'aménagement, de gestion et de valorisation du bassin de la Bresle.
La qualité des cours d'eau peut être consultée sur un site dédié géré par les agences de l'eau et l'Agence française pour la biodiversité.

### Climat
Pour des articles plus généraux, voir Climat des Hauts-de-France et Climat de la Somme.
En 2010, le climat de la commune est de type climat océanique altéré, selon une étude du CNRS s'appuyant sur une série de données couvrant la période 1971-2000. En 2020, Météo-France publie une typologie des climats de la France métropolitaine dans laquelle la commune est exposée à un climat océanique et est dans la région climatique Côtes de la Manche orientale, caractérisée par un faible ensoleillement (1 550 h/an) ; forte humidité de l'air (plus de 20 h/jour avec humidité relative > 80 % en hiver), vents forts fréquents.
Pour la période 1971-2000, la température annuelle moyenne est de 10,5 °C, avec une amplitude thermique annuelle de 12,8 °C. Le cumul annuel moyen de précipitations est de 861 mm, avec 12,5 jours de précipitations en janvier et 8,5 jours en juillet. Pour la période 1991-2020, la température moyenne annuelle observée sur la station météorologique la plus proche, située sur la commune de Cayeux-sur-Mer à 17 km à vol d'oiseau, est de 11,4 °C et le cumul annuel moyen de précipitations est de 761,1 mm,. Pour l'avenir, les paramètres climatiques de la commune estimés pour 2050 selon différents scénarios d'émission de gaz à effet de serre sont consultables sur un site dédié publié par Météo-France en novembre 2022.

## Urbanisme

### Typologie
Au 1er janvier 2024, Bouvaincourt-sur-Bresle est catégorisée bourg rural, selon la nouvelle grille communale de densité à sept niveaux définie par l'Insee en 2022.
Elle appartient à l'unité urbaine d'Incheville, une agglomération inter-régionale regroupant trois  communes, dont elle est ville-centre,,. Par ailleurs la commune fait partie de l'aire d'attraction d'Eu, dont elle est une commune de la couronne,. Cette aire, qui regroupe 26 communes, est catégorisée dans les aires de moins de 50 000 habitants,.

### Occupation des sols
L'occupation des sols de la commune, telle qu'elle ressort de la base de données européenne d'occupation biophysique des sols Corine Land Cover (CLC), est marquée par l'importance des territoires agricoles (56,5 % en 2018), une proportion identique à celle de 1990 (56,5 %). La répartition détaillée en 2018 est la suivante : 
terres arables (48,9 %), forêts (24,7 %), eaux continentales (11,7 %), prairies (7,6 %), zones urbanisées (7 %), zones industrielles ou commerciales et réseaux de communication (0,1 %). L'évolution de l'occupation des sols de la commune et de ses infrastructures peut être observée sur les différentes représentations cartographiques du territoire : la carte de Cassini (XVIIIe siècle), la carte d'état-major (1820-1866) et les cartes ou photos aériennes de l'IGN pour la période actuelle (1950 à aujourd'hui).

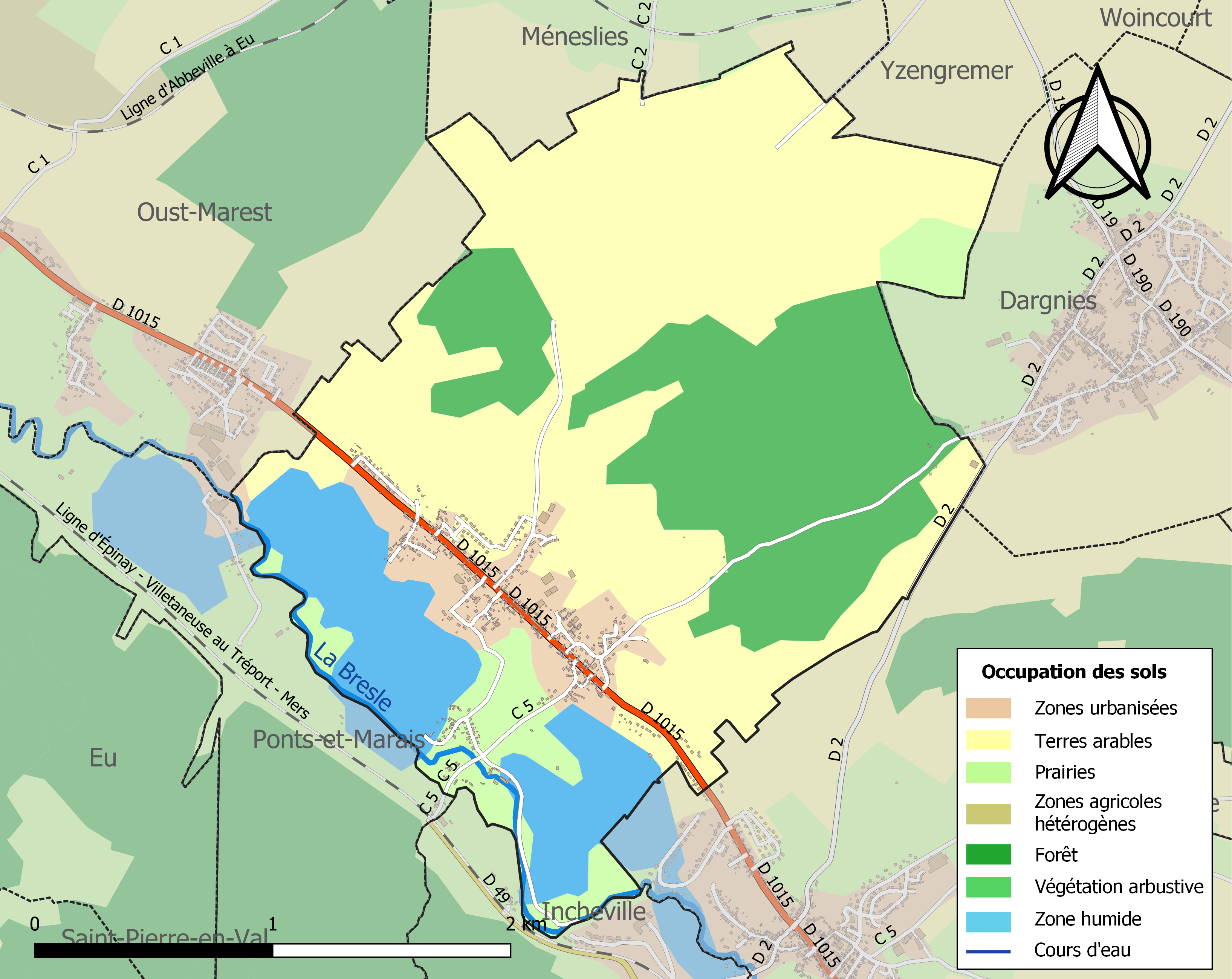
Carte des infrastructures et de l'occupation des sols de la commune en 2018 (CLC).

### Habitat et logement
En 2018, le nombre total de logements dans la commune était de 492, alors qu'il était de 354 en 2013 et de 339 en 2008.
Parmi ces logements, 76 % étaient des résidences principales, 20,7 % des résidences secondaires et 3,3 % des logements vacants. Ces logements étaient pour 69,2 % d'entre eux des maisons individuelles et pour 3,9 % des appartements.
Le tableau ci-dessous présente la typologie des logements à Bouvaincourt-sur-Bresle en 2018 en comparaison avec celle de la Somme et de la France entière. Une caractéristique marquante du parc de logements est ainsi une proportion de résidences secondaires et logements occasionnels (20,7 %) supérieure à celle du département (8,3 %) et à celle de la France entière (9,7 %). Concernant le statut d'occupation de ces logements, 80,2 % des habitants de la commune sont propriétaires de leur logement (82 % en 2013), contre 60,3 % pour la Somme et 57,5 pour la France entière.
| Typologie                                               | Bouvaincourt-sur-Bresle | Somme | France entière |
| ------------------------------------------------------- | ----------------------- | ----- | -------------- |
| Résidences principales (en %)                           | 76                      | 83,3  | 82,1           |
| Résidences secondaires et logements occasionnels (en %) | 20,7                    | 8,3   | 9,7            |
| Logements vacants (en %)                                | 3,3                     | 8,4   | 8,2            |

## Toponymie
La plus ancienne mention du village, Bovencort est une forme latinisée, émanant d'Henri, comte d'Eu, en 1109. Viennent ensuite, entre autres, Bovincourt dans le cartulaire de Berteaucourt en 1184 et Bovaincourt par Thomas de Saint-Valery. En 1215, la forme actuelle de Bouvaincourt est relevée sur un sceau,.

Par décision du conseil municipal du 5 juillet 1919 Bouvaincourt devient Bouvaincourt-sur-Bresle.
La Bresle est un fleuve côtier se jetant dans la Manche au Tréport sur la Côte d'Albâtre,, qui traverse les départements de l'Oise, de la Somme et de la Seine-Maritime.

## Histoire

La balastière en 1911
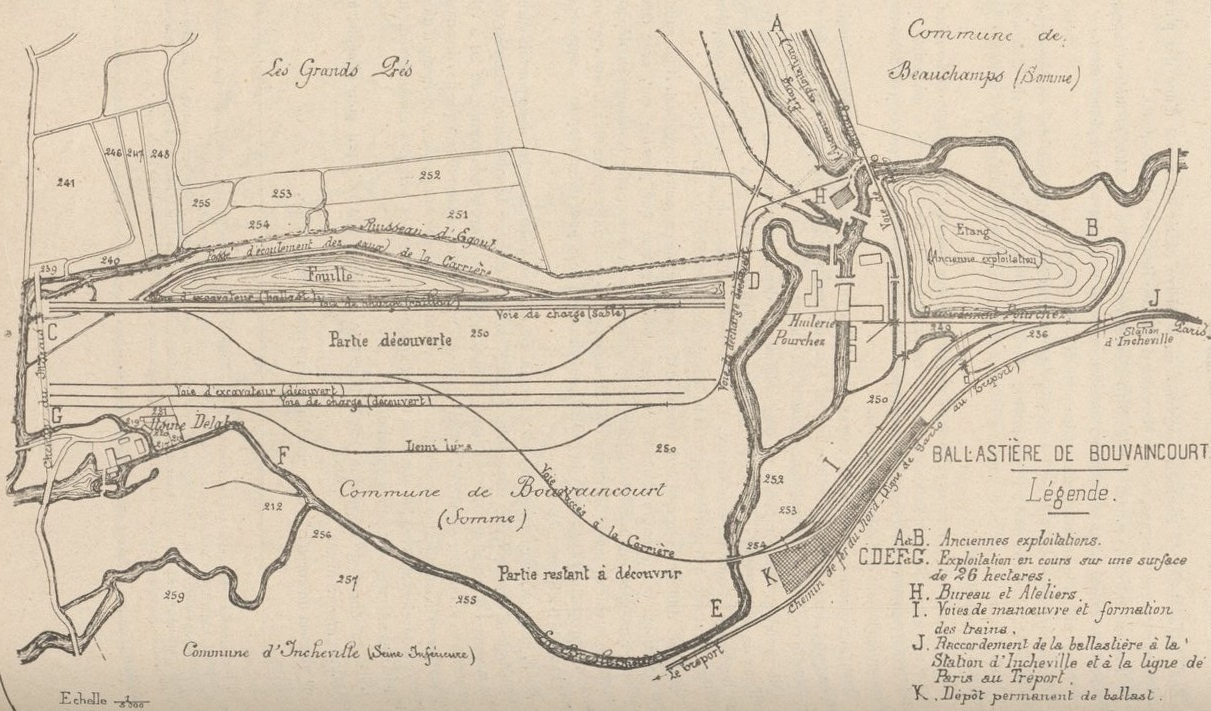
Plan des installations
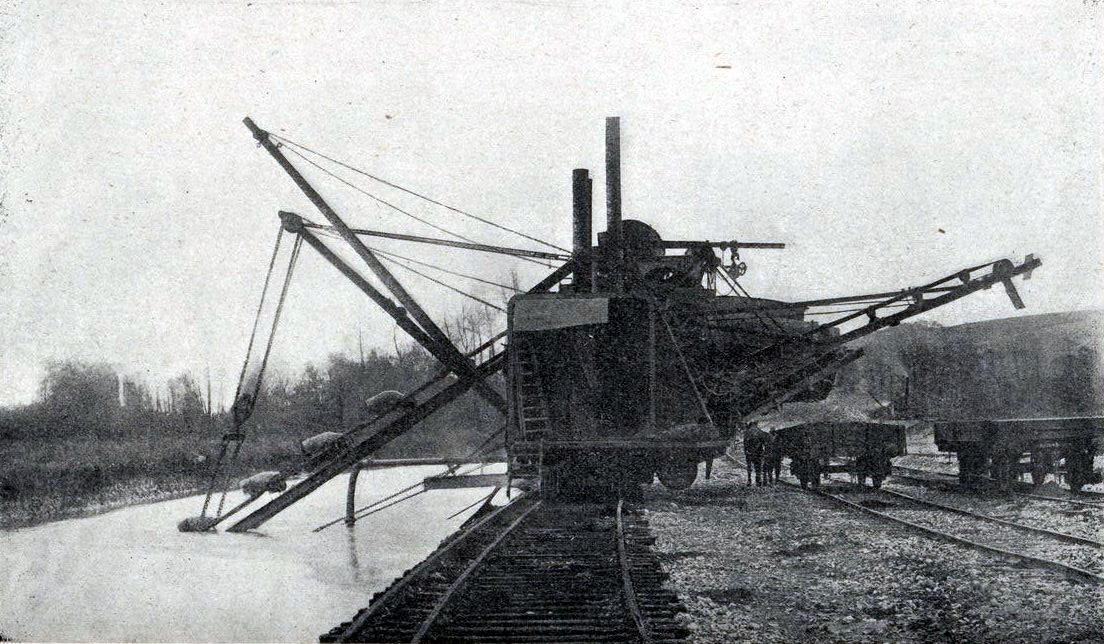
L'excavateur
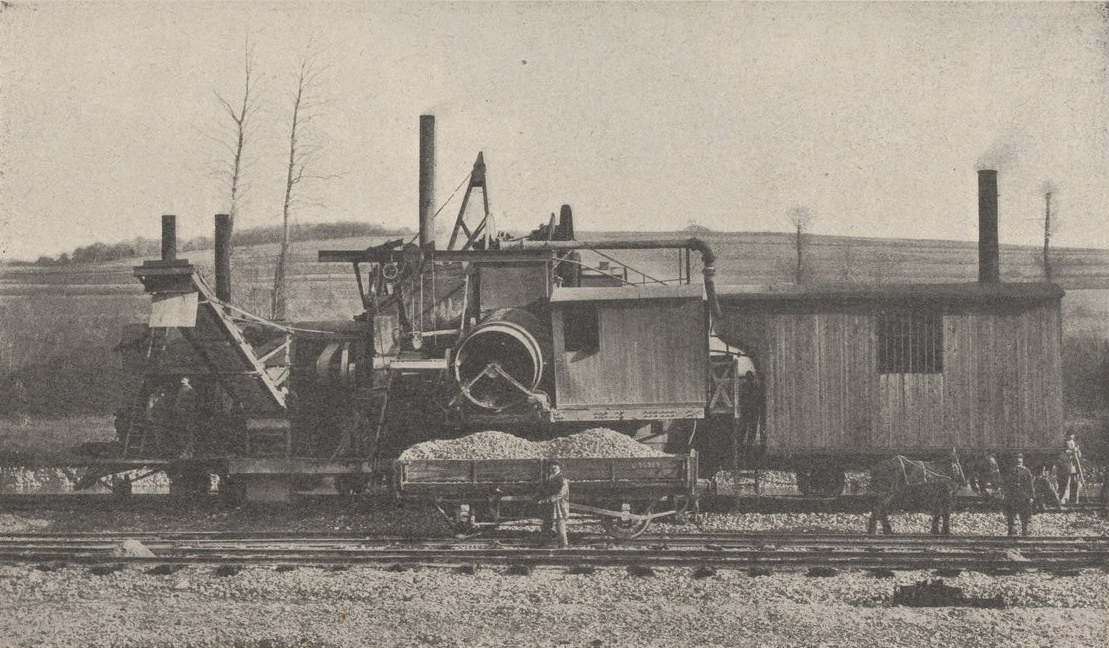
Le concasseur

## Politique et administration

### Rattachements administratifs et électoraux

#### Rattachements administratifs
La commune se trouve  dans l'arrondissement d'Abbeville du département de la Somme.
Elle faisait partie depuis 1793 du canton de Gamaches. Dans le cadre du redécoupage cantonal de 2014 en France, cette circonscription administrative territoriale a disparu, et le canton n'est plus qu'une circonscription électorale.

#### Rattachements électoraux
Pour les élections départementales, la commune fait partie depuis 2014 d'un nouveau canton de Gamaches.
Pour l'élection des députés, elle fait partie de la troisième circonscription de la Somme.

### Intercommunalité
Bouvaincourt-sur-Bresle est membre depuis 2003 de la communauté de communes des Villes Sœurs, un établissement public de coopération intercommunale (EPCI) à fiscalité propre créé en 2000 et auquel la commune a transféré un certain nombre de ses compétences, dans les conditions déterminées par le code général des collectivités territoriales.

### Liste des maires
| Période                                  | Période                   | Identité          | Étiquette | Qualité |
| ---------------------------------------- | ------------------------- | ----------------- | --------- | --- |
| Les données manquantes sont à compléter. |                           |                   |           | |
| 1921                                     | 1958                      | Maurice Delabie   | PRS       | Directeur d'une fonderie de cuivre à Bouvaincourt-sur-Bresle Propriétaire du journal Le Réveil Républicain Député de la Somme (1932 → 1940) Conseiller général de Gamaches (1932 → 1940) Chevalier de la Légion d'honneur |
| 1958                                     | 1983                      | Marcelle Delabie, | PRS       | Avocate, épouse de Maurice Debadie Sénatrice de la Somme (1948 → 1958) Députée de la Somme (3e circ.) (1958 → 1962) Conseillère générale de Gamaches (1945 → 1979)                                                        |
| mars 1983                                | mars 2014                 | Claude Bardoux    | PS        | |
| mars 2014                                | mai 2020                  | Roger Poyen       | PS        | |
| mai 2020                                 | En cours (au 30 mai 2022) | Yves Mainnemarre  | LR        | Agriculteur Conseiller communautaire CC des Villes Sœurs |

### Distinctions et labels
une première fleur a été attribuée au village par le conseil des  villes et villages fleuris de France au Concours des villes et villages fleuris[Quand ?]., puis, en 2016, une deuxième fleur pour ses efforts en matière d'environnement,

## Équipements et services publics

### Eau et déchets
Le Sivom de Gamaches a réalisé en 2016 une station d'épuration implantée à Bouvaincourt-sur-Bresle et qui traite les effluents de 7 autres communes (Beauchamps, Dargnies, Embreville, et Gamaches dans la Somme, et  Bazinval, Incheville et Longroy en Seine-Maritime), soit près de 14 000 habitants,.

### Enseignement
La commune est située en zone B, dans l'académie d'Amiens.
L'école, rénovée en 2021, est située dans le bâtiment de la mairie et accueille cette année-là, 65 élèves, qui disposent également d'une cantine : l'école des Étangs,.
À la rentrée de 2025, un regroupement pédagogique intercommunal est mis en place avec la commune de Beauchamps. Dans chaque localité, trois classes doivent accueillir un total de 105 élèves.

### Justice, sécurité, secours et défense
Un centre de secours de sapeurs pompiers assure  la défense du bourg et de 4 communes voisines avec  22 pompiers ainsi que 11 jeunes sapeurs-pompiers,.

## Population et société

### Démographie
L'évolution du nombre d'habitants est connue à travers les recensements de la population effectués dans la commune depuis 1793. Pour les communes de moins de 10 000 habitants, une enquête de recensement portant sur toute la population est réalisée tous les cinq ans, les populations de référence des années intermédiaires étant quant à elles estimées par interpolation ou extrapolation. Pour la commune, le premier recensement exhaustif entrant dans le cadre du nouveau dispositif a été réalisé en 2007.

En 2022, la commune comptait 800 habitants, en évolution de −6,1 % par rapport à 2016 (Somme : −1,26 %, France hors Mayotte : +2,11 %).
| 1793 | 1800 | 1806 | 1821 | 1831 | 1836 | 1841 | 1846 | 1851 |
| ---- | ---- | ---- | ---- | ---- | ---- | ---- | ---- | ---- |
| 278  | 227  | 275  | 306  | 329  | 357  | 365  | 394  | 396  |

| 1856 | 1861 | 1866 | 1872 | 1876 | 1881 | 1886 | 1891 | 1896 |
| ---- | ---- | ---- | ---- | ---- | ---- | ---- | ---- | ---- |
| 366  | 372  | 388  | 405  | 402  | 405  | 415  | 401  | 438  |

| 1901 | 1906 | 1911 | 1921 | 1926 | 1931 | 1936 | 1946 | 1954 |
| ---- | ---- | ---- | ---- | ---- | ---- | ---- | ---- | ---- |
| 445  | 535  | 505  | 539  | 533  | 545  | 560  | 499  | 503  |

| 1962 | 1968 | 1975 | 1982 | 1990 | 1999 | 2006 | 2007 | 2012 |
| ---- | ---- | ---- | ---- | ---- | ---- | ---- | ---- | ---- |
| 528  | 618  | 542  | 569  | 635  | 694  | 803  | 819  | 815  |

| 2017 | 2022 | - | - | - | - | - | - | - |
| ---- | ---- | - | - | - | - | - | - | - |
| 868  | 800  | - | - | - | - | - | - | - |

## Culture locale et patrimoine

### Lieux et monuments
- Église Saint-Hilaire dont les soubassements les plus anciens sont maçonnés en silex taillés.
- Étangs de la vallée de la Bresle.
- Chapelle Saint-Sauveur, entre Bouvaincourt et Oust-Marest. C'est au départ une maladrerie dont la fondation remonte à 1203. La chapelle actuelle est une reconstruction bénie en juin 1852. Les cultivateurs de la région y venaient en pèlerinage et en faisaient trois fois le tour avec vaches et chevaux de manière à être préservés de la maladie[54].
- Monument aux morts, construit à la suite de la Première Guerre mondiale et inauguré  à l'automne 1921, Il porte les noms de 31 victimes de cette guerre, 5 de la Seconde Guerre mondiale et porte une mention « Hommage aux anciens combattants Algérie Tunisie Maroc TOE 1952-1962 »[55].
- Parcours de santé aménagé en 2021 au bord de l'étang no 4, comprenant onze agrès d'entrainement[56].
- Le parc résidentiel de loisirs Les Grands Prés, où des parcelles de terrain sont louées pour installer des mobile-homes à proximité d'un étang[57].

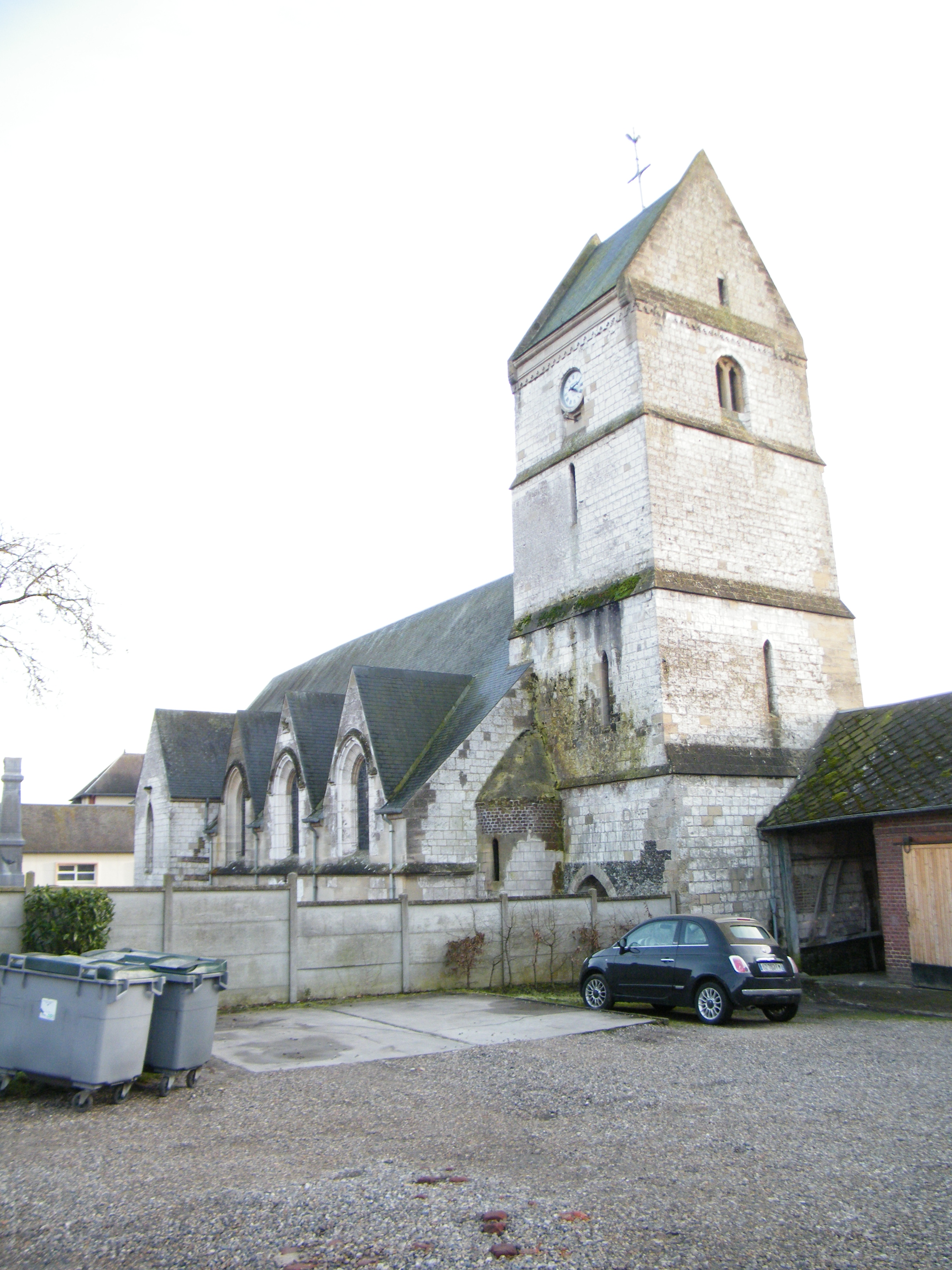
L'église Saint-Hilaire.
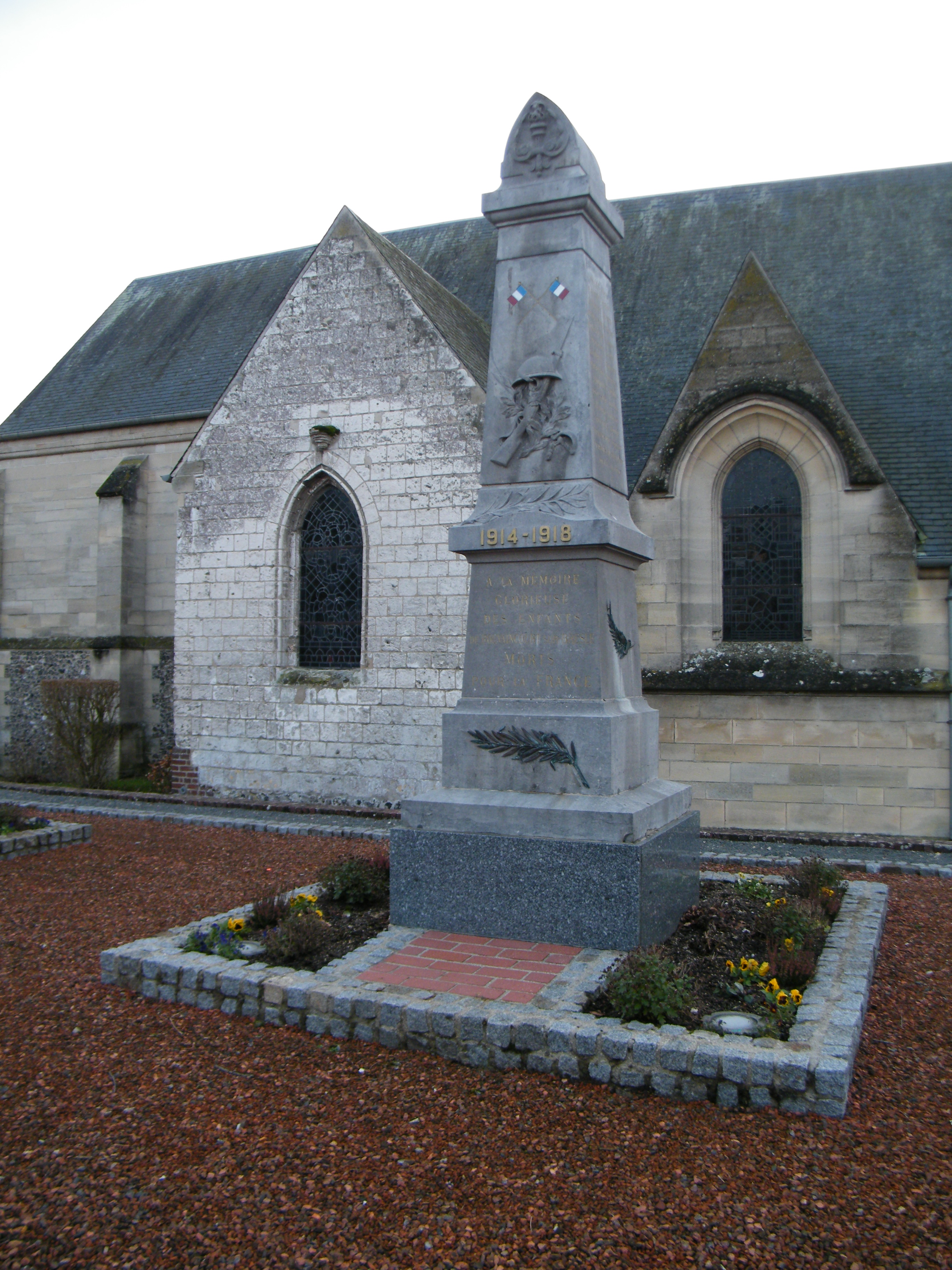
Le monument aux morts.
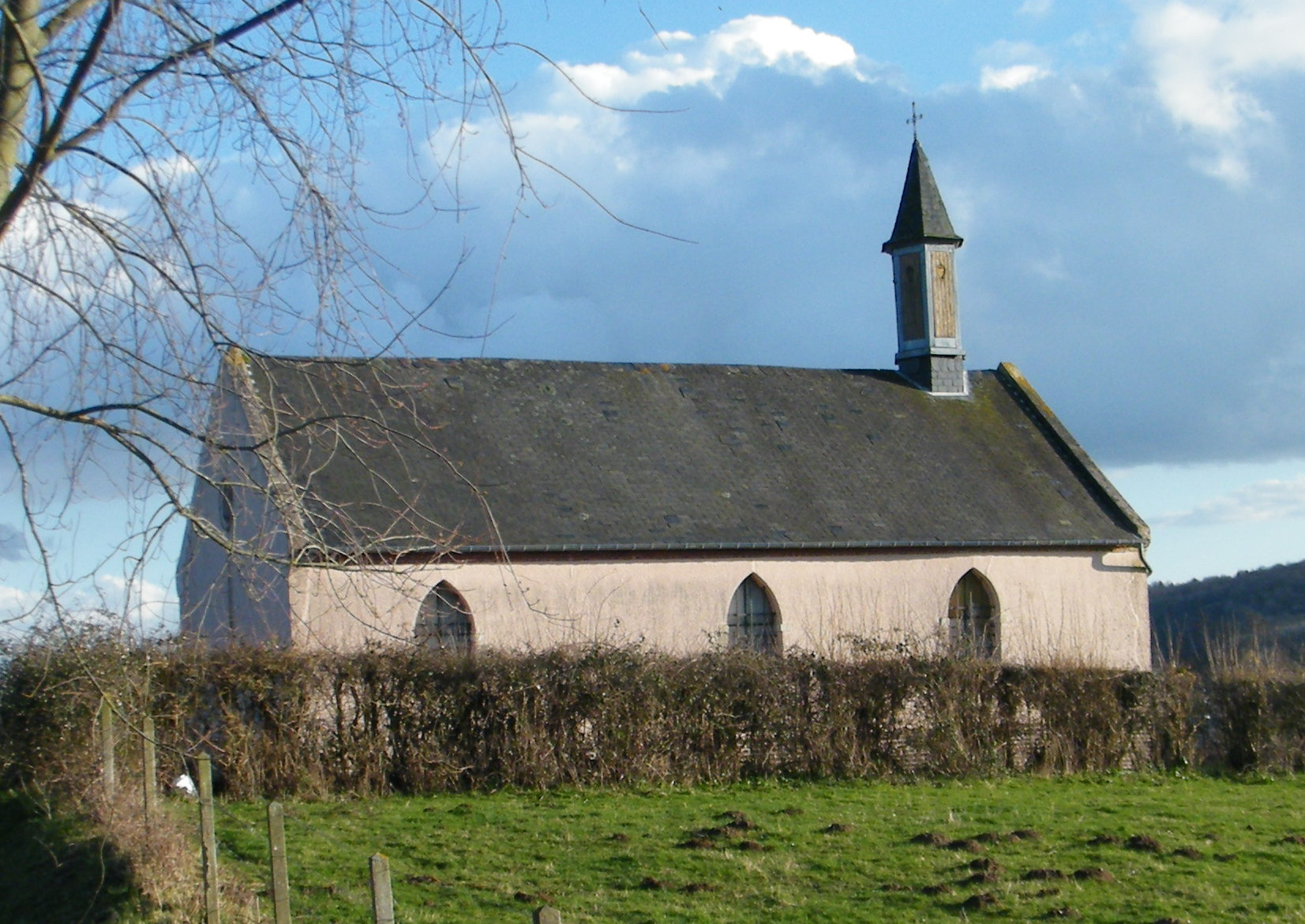
La chapelle Saint-Sauveur.
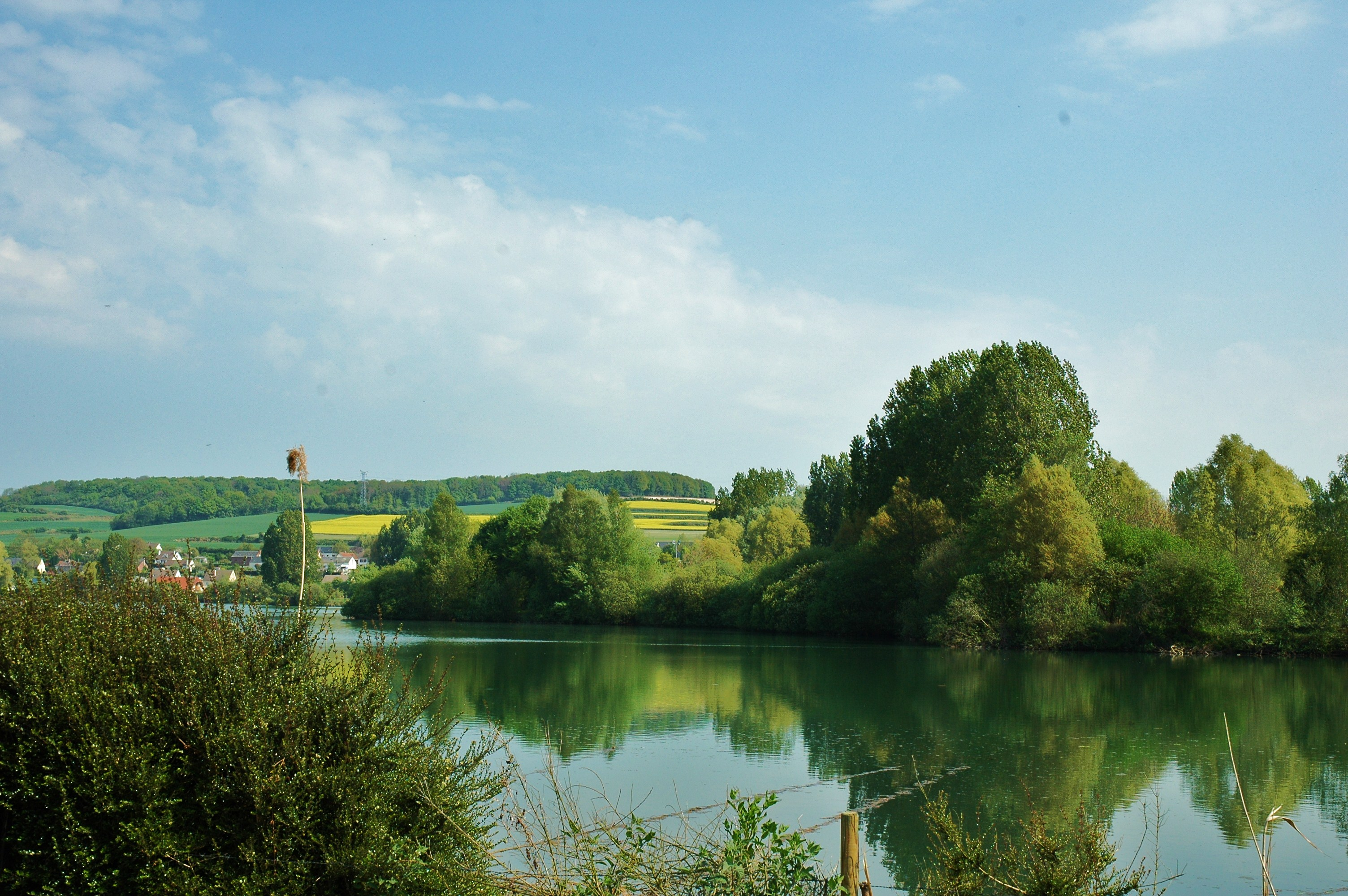
La Bresle.

### Héraldique
| Blason de Bouvaincourt-sur-Bresle | Blason  | D'argent au chevron de gueules, accompagné en chef à dextre de trois tourteaux du même et à senestre de trois billettes de sable, en pointe de trois billettes du même. |
| Blason de Bouvaincourt-sur-Bresle | Détails | Le statut officiel du blason reste à déterminer. |

## Pour approfondir